# 長坂智樹
長坂 智樹（ながさか ともき）は日本の編集技師。

## 主な作品

### 映画
- LOVE DEATH （北村龍平監督）（2006年）
- クローズZERO（三池崇史監督）（2007年）共同編集
- クローズZERO II（三池崇史監督）（2009年）共同編集
- 牙狼-GARO- 〜RED REQUIEM〜（雨宮慶太監督）（2010年）
- 牙狼-GARO- 〜蒼哭ノ魔竜〜 -GARO SOUKOKU NO MARYU-（雨宮慶太監督）（2013年）
- 牙狼外伝 桃幻の笛（雨宮慶太総監督,大橋明監督・アクション監督）（2013年）
- 牙狼-GARO- -GOLDSTORM- 翔（雨宮慶太監督）（2015年）
- 牙狼〈GARO〉-月虹ノ旅人- （2019年）

### アニメーション
- 魔法先生ネギま!（2005年）
- ガラスの仮面（2005-2006年）
- ToHeart2（2005年）
- Ergo Proxy（2006年）
- 内閣権力犯罪強制取締官 財前丈太郎（2006年）
- D.Gray-man（2006-2008年）
- デルトラクエスト（2007-2008年）
- めぐみ（2008年）
- バトルスピリッツ 少年突破バシン（2008-2009年）
- ミチコとハッチン（2008-2009年）
- 聖闘士星矢 THE LOST CANVAS 冥王神話（OVAシリーズ）（2009-2011年）
- さらい屋 五葉（2010年）
- 神のみぞ知るセカイシリーズ（2010-2011年、2013年）
- ハヤテのごとく!（劇場版）（2011年）
- ましろ色シンフォニー（2011年）
- ZETMAN（2012年）
- LUPIN the Third -峰不二子という女-（2012年）
- ハヤテのごとく!CAN'T TAKE MY EYES OFF YOU（2012年）
- カーニヴァル（2013年）
- ハヤテのごとく! Cuties（2013年）
- テンカイナイト（2014年）
- ヒーローバンク（2014年）
- GANGSTA.（2015年）
- B-PROJECT〜鼓動*アンビシャス〜（2016年）
- D.Gray-man HALLOW（2016年）
- モンスターハンター ストーリーズ RIDE ON（2016年）
- ユーリ!!! on ICE（2016年）
- 虐殺器官（2017年）
- 刻刻（2018年）
- RELEASE THE SPYCE（2018年）
- パンドラとアクビ (2019年)
- 本好きの下剋上 司書になるためには手段を選んでいられません（2019年）
- ゾゾゾ ゾンビーくん （2020年）
- ぐんまちゃん（2021年）
- 女神寮の寮母くん。（2021年）
- ありふれた職業で世界最強2nd season（2022年）
- ダンス・ダンス・ダンスール（2022年）[1]
- TIGER & BUNNY第2作（2022年）
- 柚木さんちの４兄弟（2023年）
- ぶっちぎり?!（2024年）[2]
- ガールズバンドクライ（2024年）
- メダリスト（2025年）[3]
- 前橋ウィッチーズ（2025年）

### テレビドラマ
- 牙狼-GARO-
- キューティーハニー THE LIVE
- 牙狼＜GARO＞〜MAKAISENKI〜
- 牙狼-GARO- 〜闇を照らす者〜
- 牙狼-GARO- -魔戒ノ花-
- アイアングランマ
- 目玉焼きの黄身 いつつぶす?
- アイアングランマ2

### オリジナルビデオ
- 呀〈KIBA〉 〜暗黒騎士鎧伝〜（2011年）

### その他
- 長渕剛 SAKURAJIMA[4] ドキュメントパート 編集